# Gene Ontology
Gene Ontology (GO) è un progetto bioinformatico atto a unificare la descrizione delle caratteristiche dei prodotti dei geni in tutte le specie.
In particolare, il progetto si propone di:
1. Mantenere e sviluppare un vocabolario controllato atto a descrivere i geni e i prodotti genici per ogni organismo vivente;
2. Annotare i geni e i prodotti genici, e diffondere tali dati;
3. Fornire strumenti per un facile accesso ai dati forniti dal progetto.

Gene Ontology è parte di un progetto più grande di classificazione, l'Open Biomedical Ontologies (OBO).

## Storia
Il progetto Gene Ontology nasce nel 1988 da un consorzio di ricercatori che studiavano i genomi di tre organismi modello: Drosophila melanogaster (moscerino della frutta), il Mus musculus (topo comune o domestico), e Saccharomyces cerevisiae (lievito). Molte altre banche dati di organismi modello hanno aderito al progetto, contribuendo sia alla annotazione di geni provenienti da uno o più organismi, come allo sviluppo delle ontologie. Nel gennaio 2008, GO conteneva circa 24.500 termini applicabili a una vasta gamma di organismi viventi. Vi è un corpus significativo di letteratura sullo sviluppo e l'utilizzo di GO, che è diventato uno degli strumenti standard in bioinformatica.

## Terminologia e ontologia
La mancanza di una terminologia standard universale nel campo della biologia e domini correlati, rende la comunicazione e la condivisione dei dati più difficile. Il progetto Gene Ontology fornisce una ontologia di termini definiti che rappresentano le proprietà dei prodotti dei geni. L'ontologia è suddivisa in tre ambiti:
- Cellular component: le parti di una cellula o dal suo ambiente extracellulare;
- Molecular function: le attività elementari di un prodotto genico a livello molecolare, come legante o catalisi;
- Biological process: le operazioni o complessi di eventi molecolari con un inizio e una fine definiti, pertinenti al funzionamento di unità viventi integrate: cellule, tessuti, organi e organismi.

Ogni termine GO all'interno della ontologia ha un termine preciso, che può essere una parola o una stringa di parole, un identificativo alfanumerico univoco, una definizione con le fonti citate, e un namespace che indica il dominio a cui appartiene.
I termini possono anche avere sinonimi, che sono classificati come esattamente equivalenti al nome del termine. L'ontologia GO è strutturata come un grafo orientato aciclico, e ogni termine ha definite relazioni a uno o più termini nello stesso dominio, e talvolta ad altri domini. Il vocabolario GO è stato progettato per essere specie-neutrale, e include disposizioni applicabili in procarioti ed eucarioti, organismi mono e pluricellulari.
L'ontologia GO non è statica, e le aggiunte, correzioni e modifiche sono suggerite e sollecitate da membri delle comunità di ricerca, nonché da coloro che sono direttamente coinvolti nel progetto GO. Ad esempio, un utente può chiedere un termine specifico per rappresentare una via metabolica, o una sezione della ontologia possono essere rivedute con l'aiuto di esperti della comunità. Le modifiche suggerite vengono esaminate dalla redazione del progetto, e attuate, se del caso.
Il file di ontologia GO è disponibile gratuitamente dal sito web di GO in un certo numero di formati, e può essere consultato on-line utilizzando il browser GO AmiGO.

### Esempio di GOterm
```
id:         GO:0000016
name:       lactase activity
namespace:  molecular_function
def:        "Catalysis of the reaction: lactose + H2O = D-glucose + D-galactose." [EC:3.2.1.108]
synonym:    "lactase-phlorizin hydrolase activity" BROAD [EC:3.2.1.108]
synonym:    "lactose galactohydrolase activity" EXACT [EC:3.2.1.108]
xref:       EC:3.2.1.108
xref:       MetaCyc:LACTASE-RXN
xref:       Reactome:20536
is_a:       GO:0004553 ! hydrolase activity, hydrolyzing O-glycosyl compounds
```

Fonte:

## Annotazione
L'annotazione del genoma è la procedura di acquisizione dei dati sul prodotto di un gene, e le annotazioni GO usano termini dell'ontologia GO per farlo. I membri del Consorzio GO presentano le loro annotazioni per l'integrazione e la diffusione sul sito web GO, dove possono essere scaricati direttamente o visualizzati online utilizzando AmiGO. Oltre al prodotto del gene e al termine GO rilevante, le annotazioni GO contengono i seguenti dati:
- Reference: la fonte utilizzata per fare l'annotazione (ad esempio, un articolo di una rivista scientifica)
- Evidence code denota il tipo di prova su cui si basa l'annotazione
- La data e il creatore dell'annotazione

### Esempio di annotazione
```
Gene product:    Actin, alpha cardiac muscle 1, 
UniProtKB:P68032
 
Archiviato
 il 5 novembre 2012 in 
Internet Archive
.

GO term:         
heart contraction ; GO:0060047
 
Archiviato
 il 5 novembre 2012 in 
Internet Archive
.
 (biological process)
Evidence code:   Inferred from Mutant Phenotype (IMP)
Reference:       
 L. Monserrat, M. Hermida-Prieto; X. Fernandez; I. Rodríguez; C. Dumont; L. Cazón; MG. Cuesta; C. Gonzalez-Juanatey; J. Peteiro; N. Alvarez; M. Penas-Lado, 
Mutation in the alpha-cardiac actin gene associated with apical hypertrophic cardiomyopathy, left ventricular non-compaction, and septal defects.
, in 
Eur Heart J
, vol.
 
28, n.
 
16, Aug 2007,  pp.
 
1953-61, 
DOI
:
10.1093/eurheartj/ehm239
, 
PMID
 
17611253
.

Assigned by:     UniProtKB, June 6, 2008
```

Fonte: